# بنك تونس العربي الدولي
بنك تونس العربي الدولي، ويعرف أكثر باسم البيات (BIAT) نسبة إلى اسمه المختصر بالفرنسية، هو أول بنك تونسي من حيث الإيرادات. أسس البنك في أبريل 1976 بعد دمج فرعي تونس البنك للبريطاني للشرق الأوسط والشركة المارسيلية للقرض. من أبرز المؤسسين للبنك: منصور معلة، محسن حشيشة، المختار فخفاخ وثلاثتهم أصيلو مدينة صفاقس. أول مساهم فيه حاليا هي مجموعة المبروك ب21%، بعد صعودها القوي في رأس مال البنك في الآونة الأخيرة. يملك البنك 120 فرعا موزعين على كامل البلاد. بلغ رأس مال البنك سنة 2006 170 مليون دينار تونسي. مدرج منذ 1990 في البورصة التونسية.